# Зухуров, Сиёвуш Бегович
Сиёвуш Бегович Зухуров (англ. Siyovush Zukhurov; род. 5 июня 1993, Куляб, Хатлонская область, Таджикистан) — таджикский спортсмен, боксёр-любитель и кикбоксер, выступающий в тяжёлой и в супертяжёлой весовых категориях.
Мастер спорта по боксу, член национальной сборной Таджикистана, участник Олимпийских игр 2020 года, многократный чемпион Таджикистана, чемпион Евро-азиатского турнира в Алма-Ате, многократный победитель и призёр международных и национальных турниров в любителях.

## Биография
Сиёвуш Зухуров родился 5 июня 1993 года в Кулябе, в Таджикистане. И является сыном главы Службы связи при правительстве Республики Таджикистан Бега Зухурова. А его мать является родственницей Азизмо Асадуллаевой — супруги президента Республики Таджикистан Эмомали Рахмона.
Через год после рождения, его семья переехала в Москву (Россия), где учился и работал его отец.
Закончил бакалавриат и магистратуру на юридическом факультете Таджикского национального университета и в будущем собирается стать юристом.
Были сообщения, что он или его старший брат Рамз в июне 2013 года женился на Зарине Рахмон, которая является диктором государственного телеканала и шестой дочерью Эмомали Рахмона — президента Республики Таджикистан. Но в феврале 2014 года Сиёвуш Зухуров заявил в интервью, что он всё ещё холост и не является зятем президента Таджикистана.

## Спортивная карьера
Спортом начал заниматься с 5 лет в Москве, увлекался спортивной гимнастикой и плаванием, позже начал ходить в секцию настольного тенниса. Примерно с 7-го класса стал заниматься вольной борьбой, и даже занимал призовые места в первенствах города Москвы и Московской области.
Затем записался в секцию по рукопашному бою и там тоже были медали.
И наконец вернувшись в Таджикистан сосредоточился исключительно на боксе, где его первым тренером стал известный таджикский специалист Амирхон Муродов, а затем также другой специалист Парвиз Ахмедов.
Но в начале 2014 года он всё ещё занимался кикбоксингом и завоевал серебряную медаль на международном турнире по «карате нью-фул контакт» и «кикбоксингу» в Иране.

## Любительская карьера в боксе
В 2009 году на чемпионате мира по боксу среди юношей в Армении он занял 6-е место.
В мае 2010 года на чемпионате мира среди молодёжи в Баку он завоевал 5-е место, проиграв там итальянцу Фабио Турчи. Но тем самым он получил лицензию и право представлять свою страну на первых Летних юношеских Олимпийских играх в Сингапуре.
И в августе 2010 года он стал участником I-х летних Юношеских Олимпийских играх в Сингапуре, где занял 4-е место. Там он выступал в весе до 91 кг, и в полуфинале по очкам проиграл итальянцу Фабио Турчи, а затем в борьбе за бронзу досрочно — ввиду явного преимущества, проиграл турку Умиту Кан Патиру.
Затем он стал чемпионом евро-азиатского турнира в Алма-Ате. И является многократным чемпионом Таджикистана и призёром международных и национальных турниров в любителях.
В августе 2015 года снова стал 5-м на чемпионате Азии в Бангкоке (Таиланд) в категории свыше 91 кг, в четвертьфинале досрочно техническим нокаутом в 3-м раунде проиграв индийского боксёру Сатишу Кумару, — который в итоге стал бронзовым призёром данного чемпионата.
В марте 2016 года, в Цяньане (КНР) участвовал на Олимпийском квалификационном турнире от Азии/Океании, где по очкам единогласным решением судей (счёт: 0:3) проиграл опытному иорданцу Хуссейну Ишаишу, и не смог пройти квалификацию на Олимпийские игры 2016 года в Рио-де-Жанейро (Бразилия).
В ноябре 2019 года, в Новосибирске завоевал золотую медаль на международном турнире памяти мастера спорта СССР Дмитрия Панова. Ранее Сиёвуш дважды принимал участие в этом традиционном турнире, и каждый раз финишировал вторым.
В мае 2021 года он снова стал 5-м на чемпионате Азии в Дубае (ОАЭ), где он победил киргиза Бекболсуна Токтосуна, но проиграл узбекскому чемпиону Баходиру Жалолову. И его рейтинга хватило чтобы попасть на Олимпийские игры 2020 года в Токио (Япония).

### Олимпийские игры 2020 года
В марте 2020 года, в Аммане (Иордания) на Олимпийском квалификационном турнире от Азии/Океании по очкам единогласным решением судей (счёт: 0:5) он проиграл новозеландцу Леуйлу Мауу, но так как новозеландец в 2021 году из-за травмы не смог принять участие в Олимпиаде, то Сиёвушу отдали Олимпийскую лицензию заработанную новозеландским спортсменом благодаря специальному континентальному рейтингу Международного олимпийского комитета по боксу, и в итоге он прошёл квалификацию к Олимпиаде 2020 года.
И в июле 2021 года он стал участником Олимпийских игр в Токио, соревнуясь в супертяжёлом весе (свыше 91 кг), где в 1/8 финала соревнований по очкам единогласным решением судей (счёт: 0:5) проиграл опытному французскому боксёру, азербайджанского происхождения Мураду Алиеву.